# Woonschepenhaven
De Woonschepenhaven in de stad Groningen fungeert als een eigen woonwijk met als bijzonderheid dat deze grotendeels uit woonboten bestaat. De woonschepenhaven ligt aan de kruising van het Winschoterdiep en het Eemskanaal in het noordwesten van het gebied Driebond. Er wonen minder dan 200 mensen.
De haven bestaat sinds 1941. Er is sinds 1950 een actieve buurt- en speeltuinvereniging, DES - Door Eendracht Sterk - die onder meer een website, een clubgebouw, een speeltuingebouw en het sportveld  beheert.